# On és la pasta?
On és la pasta? (títol original: There Goes the Neighborhood) és una pel·lícula estatunidenca de comèdia de 1992, llançada com Paydirt en la majoria de països. Ha estat doblada al català.

## Argument
La pel·lícula explica una història d'un presoner moribund que li murmura la ubicació del seu botí al seu psicòleg Willis Embry, que es dirigeix als suburbis de Nova Jersey a trobar-lo.

## Repartiment
- Jeff Daniels Willis Embry.
- Catherine O'Hara: Jessie Lodge.
- Hector Elizondo: Norman Ru·tledge.
- Rhea Perlman: Lydia Nunn.
- Judith Ivey: Peedi Rutledge.
- Harris Yulin: Marvin Boyd.
- Jonathan Banks: Handsome Harry.
- Dabney Coleman: Jeffrey Babitt.
- Chazz Palminteri: Lyle Corrente..
- Richard Portnow: Marty Rollins.
- Jeremy Piven: Albert Lodge.
- Heidi Zeigler: Swan Babitt.